# Stone (film, 2010)
Pour les articles homonymes, voir Stone.
Pour plus de détails, voir Fiche technique et Distribution.
Stone est un film de procès thriller américain réalisé par John Curran, sorti fin 2010 aux États-Unis et le 11 mai 2011 en France.

## Synopsis
À la veille de prendre sa retraite, Jack Mabry, un fonctionnaire de l'administration pénitentiaire, est chargé de revoir le cas de Gerald Creeson, surnommé « Stone », emprisonné pour le meurtre de ses grands-parents. Mais Jack n'est pas convaincu par la défense de Stone. Stone demande alors à Lucetta, sa petite amie, de séduire Jack...

## Fiche technique
- Titre : Stone
- Titre original : Stone
- Réalisation : John Curran
- Décors : Tim Grimes
- Costumes : Victoria Farrell
- Photographie : Maryse Alberti
- Montage : Alexandre de Franceschi
- Production : David Mimran, Jordan Schur, Holly Wiersma et Ed Cathell III
- Sociétés de distribution :
  -  États-Unis : Overture Films et Relativity Media[1]
  -  France : Metropolitan Filmexport
- Budget : 22 millions $[2]
- Pays de production :  États-Unis
- Langue : anglais
- Format : Couleur • 2,35:1 • 35mm - Dolby Digital • SDDS • DTS
- Genres : Thriller, drame
- Durée : 105 minutes
- Dates de sortie :
  - États-Unis : 8 octobre 2010[3] (sortie limitée)
  - France : 11 mai 2011[4]
- Avertissement : des scènes des images ou des propos peuvent heurter le jeune public.

## Distribution
- Robert De Niro (V. F. : Jacques Frantz ; V. Q. : Hubert Gagnon ) : Jack Mabry
- Edward Norton (V. F. : Damien Boisseau ; V. Q. : Antoine Durand) : Gerald « Stone » Creeson
- Milla Jovovich (V. F. : Barbara Kelsch ; V. Q. : Élise Bertrand) : Lucetta
- Frances Conroy (V. F. : Anne Rochant ; V. Q. : Madeleine Arsenault) : Madylyn
- Enver Gjokaj (V. F. : Bertrand Nadler ; V. Q. : Éric Bruneau) : Jack, jeune
- Pepper Binkley (en) (V. Q. : Annie Girard) : Madylyn, jeune
- Rachel Loiselle (V. Q. : Ariane-Li Simard-Côté) : Candace
- Peter Lewis (V. F. : Patrick Zard) : Mitch Warden
- David Wayne Parker : Frank
- Sarab Kamoo : Janice
- Liam Ferguson : l'avocat

Source et légende : Version française (V. F.) sur AlloDoublage et Version québécoise (V. Q.) sur Doublage Québec.

## Production

### Genèse du projet
En 2003, le scénariste Angus MacLachlan développe d'abord le projet comme une pièce de théâtre. Mais en 2005, il décide de l'adapter en script pour le cinéma.
La production peine à trouver un financement et ce n'est qu'en 2010 que le projet se concrétise notamment grâce à la société Mimran Schur Pictures, dont c'est le premier film, créée par David Mimran et Jordan Schur, l'ancien Président de Geffen Records.

### Casting
Le réalisateur avait déjà collaboré avec Edward Norton pour Le Voile des illusions en 2006. Quant à Robert De Niro, il a travaillé avec Norton dans The Score en 2001.
Sienna Miller était à l'origine pressentie pour le rôle de Lucetta, mais c'est finalement Milla Jovovich qui obtient le rôle, notamment grâce au succès de l'une de ses auditions devant le réalisateur, Edward Norton et Robert De Niro.

### Tournage
Le tournage débute le 18 mai 2009, dans l'État du Michigan, plus précisément dans les villes de Détroit, Ypsilanti, Ann Arbor et Dexter.
Le 5 juin 2009, le tournage est brièvement interrompu lorsqu'une fan ivre de Robert De Niro parvient à passer la sécurité et à accoster l'acteur,.

### Réception
Le film a reçu un accueil mitigé des critiques, avec notamment un pourcentage de 49 % d'opinions positives sur Rotten Tomatoes et 58/100 sur Metacritic.
Côté box-office, le film a fait un vrai « flop », notamment aux États-Unis où il ne récolte que 1,8 million de dollars. Sur le plan mondial, les recettes s'élèvent à un peu plus de 9 millions de dollars, pour un budget nettement supérieur de 22 millions!